# Trigonopsis vicina
Trigonopsis vicina là một loài côn trùng cánh màng trong họ Sphecidae, thuộc chi Trigonopsis. Loài này được Dalla Torre miêu tả khoa học đầu tiên năm 1897.